# Batgirl
Batgirl is de naam van verschillende personages uit de comics van DC Comics. In alle gevallen betreft het een bondgenoot van Batman. Het personage is bedacht door Bob Kane en Sheldon Moldolf.
De bekendste Batgirl is Barbara Gordon, dochter van politiecommissaris James Gordon. Zij maakte haar debuut in 1967.

## Geschiedenis

### Betty Kane
De originele Bat-Girl is Betty Kane, nichtje van Kathy Kane- de vigilante die beter bekend is als Batwoman. Batwoman en Bat-Girl werden bedacht door Bob Kane als mogelijke vriendinnen voor Batman en Robin. Bat-Girl droeg een rood en groen kostuum gelijk aan dat van Robin. Ze verscheen tussen 1961 en 1964 meerdere malen in de Batman strips, maar verdween uiteindelijk samen met Ace the Bat-Hound, en Bat-Mite. In latere strips werd haar bestaan zelfs geheel uit de continuïteit verwijderd.

### Barbara Gordon
Historisch gezien de tweede en huidige Batgirl is Barbara Gordon, de dochter van James Gordon. Ze was op weg naar een gemaskerd bal verkleed als een vrouwelijke versie van Batman. Onderweg stopte ze een poging tot ontvoering van Bruce Wayne door de schurk Killer Moth. Dit trok de aandacht van Batman, en leidde ertoe dat ze een carrière als misdaadbestrijder begon.
Aanvankelijk zag Batman niets in haar, maar over de jaren werd ze steeds beter in haar werk en kreeg Batmans respect en vertrouwen. Hij onthulde uiteindelijk zelfs zijn ware identiteit aan haar.
Hoewel Barbara Gordon historisch gezien DC's 2e Batgirl was, is Betty Kane uit de continuïteit geschreven, en werd de geschiedenis van de karakters in de stripboeken herschreven met Barbara Gordon als de 1e Batgirl. In 2003 werd 9-delige miniserie geproduceerd met de naam Batgirl: Year One, als het officiële chronologische begin van Batgirl. 
Barbara was van 1967 tot 1988 Batgirl. Toen werd ze door The Joker in haar ruggengraat geschoten in Alan Moores oneshot Batman: The Killing Joke en raakte verlamd. Derhalve moest ze haar leven als Batgirl opgeven. Barbara keerde terug in de Batman comics als Oracle, een gedaante waarin ze Batman op afstand van informatie voorziet. In 2011 onderging DC comics een grootschalige verandering en is Barbara Gordon van haar verlamming genezen, en weer terug in haar rol als Batgirl, en heeft nu haar eigen comic.
Barbara Gordon wordt door DC Comics en Warner Bros. gezien als de meest herkenbare en populaire incarnatie van het Batgirl personage, en wordt dan ook vrijwel altijd gebruikt in de verschillende tekenfilms, speelgoed en video spelletjes.

### Helena Bertinelli
Eind jaren 90, gedurende de No Man's Land verhaallijn, dook een nieuwe Batgirl op. Dit was Helena Bertinelli, alias Huntress. Zij dook op om de orde in Gotham City te herstellen nadat een aardbeving de stad had getroffen en Batman zelf was verdwenen. Batman keerde later terug, en ontnam haar de titel nadat ze faalde om Batmans’ gebied te verdedigen tegen Two-Face en zijn bende.

### Cassandra Cain
Cassandra Cain was een jonge vrouw die de vierde Batgirl werd met toestemming van zowel Batman als Barbara Gordon. Cassandra had jarenlang van haar vader training ondergaan om de ultieme vechtsportmeester te worden. Ze had nooit leren praten, zodat ze dat deel van haar hersenen dat normaal dient voor spraak kon gebruiken om haar tegenstanders bewegingen te voorspellen.
Cassandra kreeg zelfs haar eigen stripserie. Toen deze werd stopgezet, verdween tevens haar versie van Batgirl. Wel dook ze nog een keer op in de Titans East verhaallijn van Teen Titans.

### Charlotte Gage-Radcliffe
Charlotte Gage-Radcliffe was een jong meisje dat van nature over krachten beschikte. Zij werd tijdelijk Batgirl in de Birds of Prey serie, totdat Oracle haar vertelde de identiteit op te geven.

### Stephanie Brown
Stephanie Brown is de dochter van de crimineel Cluemaster. Stephanie begon haar carrière als de superheld The Spoiler. Stephanie heeft ook een korte periode de rol van Robin overgenomen, en was van 2009 tot 2011 de zesde Batgirl.

## In andere media
Barbara Gordons incarnatie van Batgirl is een van DC Comics’ bekendste vrouwelijke superhelden. Haar versie is dan ook in veel andere Batman-media verwerkt.

### Films
- Batman & Robin: Batgirls filmdebuut. In deze film heette Barbara echter Wilson van achternaam, en was ze niet de dochter van Commissaris Gordon maar het nichtje van Alfred Pennyworth. Ze werd gespeeld door Alicia Silverstone.
- The Lego Batman Movie: In deze animatiefilm verscheen Barbara Gordon in LEGO minifiguur-vorm. Na het pensioen van haar vader is Barbara benoemd als de nieuwe commissaris van de politie. Barbara is tegen het idee van Batman als solo-superheld en wil dat hij gaat samenwerken met de politie. Later werkt ze uiteindelijk samen met Batman in een Batgirl-pak tegen de Joker. Haar stem werd ingesproken door Rosario Dawson. Haar Nederlandse stem werd ingesproken door Katja Schuurman.

### Televisieseries
- Batman: de Barbara Gordon Batgirl verscheen in het laatste seizoen van deze live-action serie en werd gespeeld door Yvonne Craig. Ze werd geïntroduceerd om dat de producers de cast wilden uitbreiden met een vrouwelijk personage.
- Birds of Prey: in deze kort lopende televisieserie kwam een verlamde Barbera Gordon voor, gespeeld door Dina Meyer. In een flashback was te zien dat ze vroeger Batgirl was.
- The Batman/Superman Hour: Batgirl maakte haar animatiedebuut in 1968 in een handvol afleveringen van deze serie. Haar stem werd ingesproken door Jane Webb.
- The New Adventures of Batman: Batgirl (Barbara Gordon) verscheen ook in deze animatieserie.
- Batman: The Animated Series: in deze animatieserie was Barbara een regelmatig terugkerend personage. Ze werd oorspronkelijk Batgirl om haar vader te helpen. In de erop volgende serie, The New Batman Adventures, behield ze haar rol.
- The Batman: een jonge Barbara Gordon nam de rol van Batgirl aan in het derde seizoen van deze animatieserie.